# 拉帕列戈斯
拉帕列戈斯，是西班牙卡斯蒂利亚-莱昂塞戈维亚省的一个市镇。 总面积25平方公里，总人口254人（2001年），人口密度10人/平方公里。